# Sensation II
『Sensation II』（センセーション・ツー）は、日本のインストゥルメンタルロックバンド・Sensationが2013年3月13日にD-GOから発売した2枚目のオリジナルアルバムである。

## 内容
前作『Sensation I』から約8か月ぶりのオリジナルアルバム。
「Geometric」はスカイA『スカイA 全部見せます!ゴルフシリーズ』のテーマ曲に、後にフジテレビ系列『FNN参院選 みんなの選挙2016』の挿入曲に起用された。また、「Rydeen」はYMOのカバー曲となっている。

## 収録曲
| 全編曲: Sensation。 |                         |      |           |
| #                   | タイトル                | 作詞 | 作曲      |
| 1.                  | 「Geometric」           |      | Sensation |
| 2.                  | 「朧月」                |      | Sensation |
| 3.                  | 「Rain Sound」          |      | Sensation |
| 4.                  | 「Sharing an umbrella」 |      | Sensation |
| 5.                  | 「rumble!!」            |      | Sensation |
| 6.                  | 「cosmic cafe」         |      | Sensation |
| 7.                  | 「Rydeen」              |      | 高橋幸宏  |
| 8.                  | 「旅立ち」              |      | Sensation |

## 参加ミュージシャン
Sensation
- 大賀好修：Guitar
- 大楠雄蔵：Piano & Organ & Keyboards
- 麻井寛史：Bass
- 車谷啓介：Drums & Percussion

## タイアップ
- スカイA『スカイA 全部見せます!ゴルフシリーズ』2013年度テーマ曲 (#1)
- フジテレビ系列選挙特別番組『FNN参院選 みんなの選挙2016』挿入曲 (#1)